# Highland Springs (Kentucky)
Highland Springsest une communauté non incorporée du comté de Barren, dans l'État du Kentucky, États-Unis.

### Note
- (en) Cet article est partiellement ou en totalité issu de l’article de Wikipédia en anglais intitulé « Highland Springs, Kentucky » (voir la liste des auteurs).